# Alemany bernès
L'alemany bernès (en alemany estàndard: Berndeutsch, en alamànic: Bärndütsch) és un dialecte de l'alt alamànic que es parla a l'altiplà suís (Mitteland), a part del cantó de Berna i en algunes regions veïnes. Una forma del bernès és parlada per l'afiliació d'Amish suïssos dels Amish al comtat d'Adams a Indiana, Estats Units.
El bernès forma part de l'alt alamànic, que al seu torn forma part del continu dialectal de l'altgermànic superior.

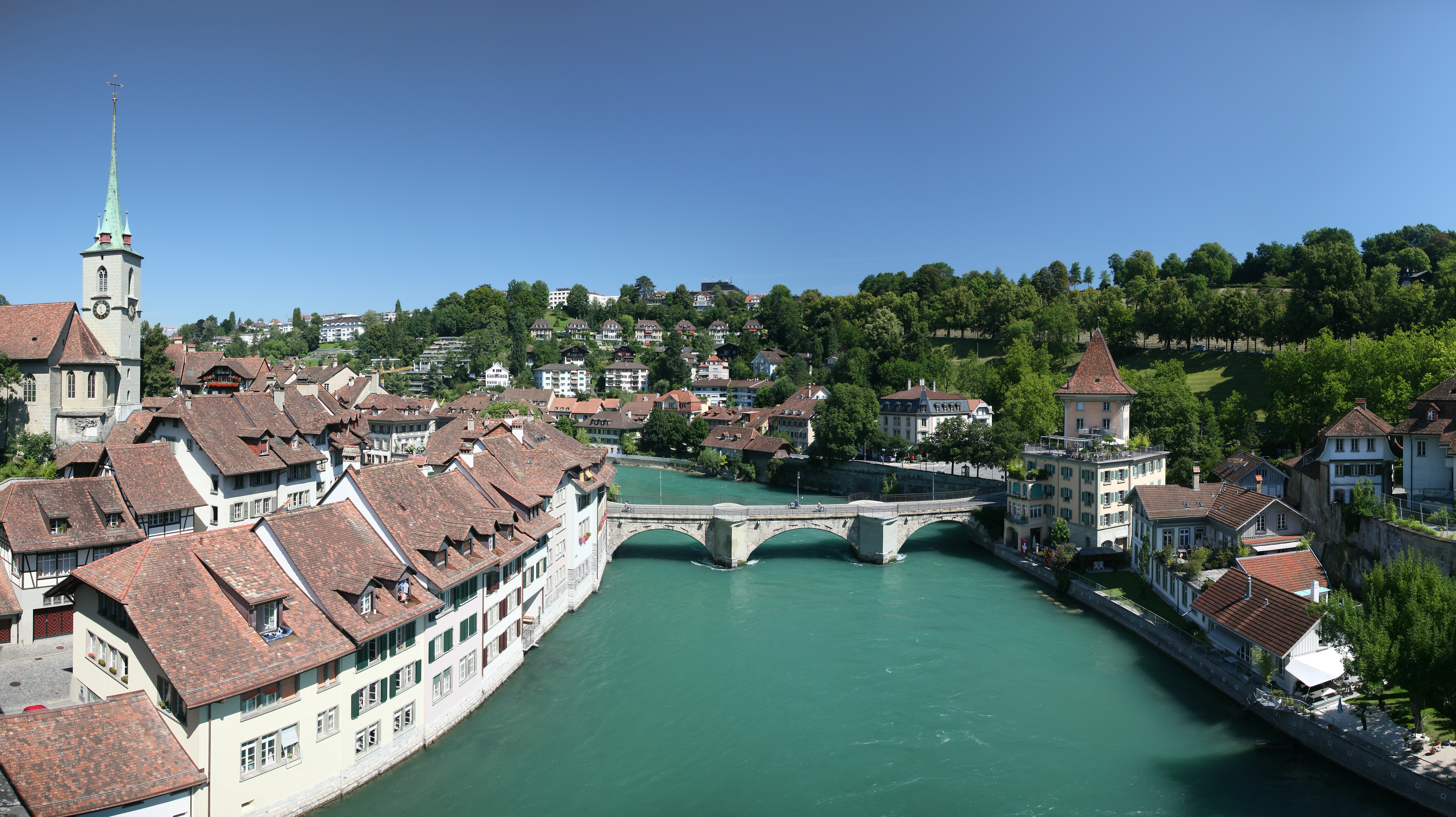
Ciutat de Berna

## Varietats
Hi ha molta variació regional dins dels dialectes bernesos. Tanmateix, amb la importància creixent de la gran aglomeració de Berna, la varietat de la ciutat de Bern s'està estenent força, anivellant-se amb els dialectes dels pobles.
Fins a la segona meitat del segle xx, hi havia una gamma considerable de sociolectes a la ciutat de Bern, on s'hi podien distingir quatre grups diferents:
- El bernès patrici de l'alta societat. No té vocalització de la «l» ni velarització del grup consonàntic «nd», tampoc no té vibrant alveolar, sinó que se substitueix per la vibrant uvular francesa, i té molts més manlleus francesos que la resta de varietats. patrician Bernese alemany de la societat alta.
- La varietat de la població nadiua de ciutat.
- Les varietats de les persones de camp que es van mudar a la ciutat.
- La varietat de les persones que vivien a la part del barri antic anomenada Matte (normalment pobres), també coneguda com a Mattenenglisch (Anglès de Matte), tot i que tenia poca relació amb l'anglès. Presenta manlleus del jenisch, el rotwelsch i l'ídix. A més, també presenta jocs de paraules pròpies del pig Latin.

## Fonologia
El bernès es diferencia d'altres dialectes de l'alemany suís per les següents característiques:
- L'escurçament de moltes vocals anteriors, p. ex. Zyt [tsit] «temps», Lüt [lyt] «persones», lut [lyt] «fort» en comptes de la vocal llarga típica en altres dialectes alemànics, com per exemple en el zuriquès Ziit [tsiːt], Lüüt [lyːt], luut [lyːt] (en alemany estàndard Zeit, Leute, laut).
- La vocalització de la «l», p. ex. Hauue [ˈhɑu̯wə] «hLL», Esu [ˈɛz̥u] «ruc' en comptes de Hallee, Esel. Això ha portat a un gran repertori de diftongs i triftongs, com per exemple: euter [ˈɛu̯tər] «més vell», Seeu [ˈz̥ɛːu̯] «ànima», Schueu [ˈʒ̊uə̯u̯] «escola».
- La velarització de nd a ng, p. ex. angers [ˈɑŋːərs] 'diferent' (en alemany estàndard anders). Aquest fenomen contribueix a la broma que el bernès sona gairebé com el xinès: Schang gang hei, d Ching wei Hung [ʒ̊ɑŋː ɡ̊ɑŋː hɛj kχiŋː ʋɛj hʊŋɡ̊] «Schang (Joan) vés a casa, els nens volen mel».
- Com en altres dialectes occidentals de l'alt alamànic, paraules com Fleisch [v̥lɛi̯ʒ̊] «carn» i Oug [ɔu̯ɡ̊] «ull» es pronuncien amb els diftongs /ei/ o /ou/, en comptes d'/aɪ// i /aʊ/.

## Pragmàtica
Com en altres dialectes occidentals de l'alemany suís i com en francès, la forma educada d'adreçar-se és la segona persona del plural i no la tercera persona del plural com en alemany estàndard.

## Gramàtica
Com en altres dialectes alemanys suïssos, però a diferència de l'alemany estàndard, el bernès manté el gènere gramatical original pels numeralls «dos» (2) i «tres» (3):
- zwee Manne (dos homes), masculí
- zwo Froue (dues dones), femení
- zwöi Ching (dos nens), neutre

- drei Manne u drei Fraue (tres homes i tres dones)
- drü Ching (tres nens), neutre

## Vocabulari
Molt del vocabulari conegut com típicament bernès prové del Mattenenglisch, com per exemple Gieu «noi», Modi «noia». Els shibboleths més coneguts del bernès són probablement les paraules äuä «de cap manera» o «probablement», (j)ieu «sí», geng (o ging, gäng) «sempre».
Els bernesos normalment utilitzen la paraula mängisch en comptes de la varietat estàndard manchmal «de vegades».
La partícula «gäu» s'utilitza sovint com a marca interrogativa per la segona persona del singular, mentre que per la segona persona del plural s'utilitza la forma «gäuet», que vindria a significar una cosa semblant a «oi?», mentre que la resta de dialectes de l'alemany suís prefereixen «oder» que vindria a significar «o què?».

## Literatura en bernès
Tot i que el bernès és principalment una llengua parlada (ja que s'empra l'alemany estàndard per escriure), hi ha una literatura relativament extensa que comença a principis del segle xx.
També existeixen gramàtiques i diccionaris bernesos.

## Cinema en bernès
La pel·lícula Der Goalie bin ig de Sabine Boss (2014), tenia els diàlegs en bernès i va resultar la guanyadora principal dels Premis del Cinema Suís, amb set nominacions, de les quals en va guanyar quatre, incloent-hi la Millor Caracterització. Va ser adaptada de la novel·la Der Goalie bin ig, de Pedro Lenz. La pel·lícula es va reproduir al festival de cinema de Locarno l'agost del 2014.
En la pel·lícula documental suïssa del 2012 More than Honey, dos apicultors suïssos descriuen les tècniques de l'apicultura en alemany de Berna.

## Música en bernès
Moltes cançons en alemany bernès han esdevingut populars arreu de l'àrea germanòfona de Suïssa, especialment les de Mani Matter. Això pot haver influenciat el desenvolupament de la música rock en bernès, que va ser la primera música rock suïssa en aparèixer i continua sent de les més importants.
Avui, són bandes conegudes Patent Ochsner, Züri West i Stiller Has.

## Traduccions en bernès
- Hans, Ruth und Benedikt Bietenhard: Ds Alte Teschtamänt bärndütsch - en Uswahl. Bern: Berchtold Haller Verlag, 1991.
- Hans und Ruth Bietenhard: Ds Nöie Teschtamänt bärndütsch. Bern: Berchtold Haller Verlag, 1984
- Albert Meyer: Homer Bärndütsch - Odyssee. Muri bei Bern: Edition Francke im Cosmos Verlag, 1960 (weitere Auflagen 1963, 1978, 1988).
- Walter Gfeller: Homer Bärndütsch - Ilias. Bern: Francke Verlag, 1981.
- Walter Gfeller: Vergil Bärndüsch - Aeneis. Bern: Francke Verlag, 1984.
- Antoine de Saint-Exupéry: Der Chly Prinz. Bärndütsch vom Lorenz Pauli. Bern: Lokwort Buchverlag, 2004
- Dominik Meli: Di Göttlechi Komödie vom Dante Alighieri - D Höll. Bärndütsch. Arxivat 2021-10-23 a Wayback Machine. 2021
- Dominik Meli: Di Göttlechi Komödie vom Dante Alighieri. Der Lüterigsbärg. Bärndütsch. Arxivat 2021-10-22 a Wayback Machine. 2021